# Конечная (Харовский район)
Конечная — деревня в Харовском районе Вологодской области.
Входит в состав Слободского сельского поселения, с точки зрения административно-территориального деления — в Слободской сельсовет.
Расстояние по автодороге до районного центра Харовска — 62 км, до центра муниципального образования Арзубихи — 13 км. Ближайшие населённые пункты — Халчиха, Красково, Мишутиха.
По переписи 2002 года население — 10 человек.